# Pays de Galles au haut Moyen Âge

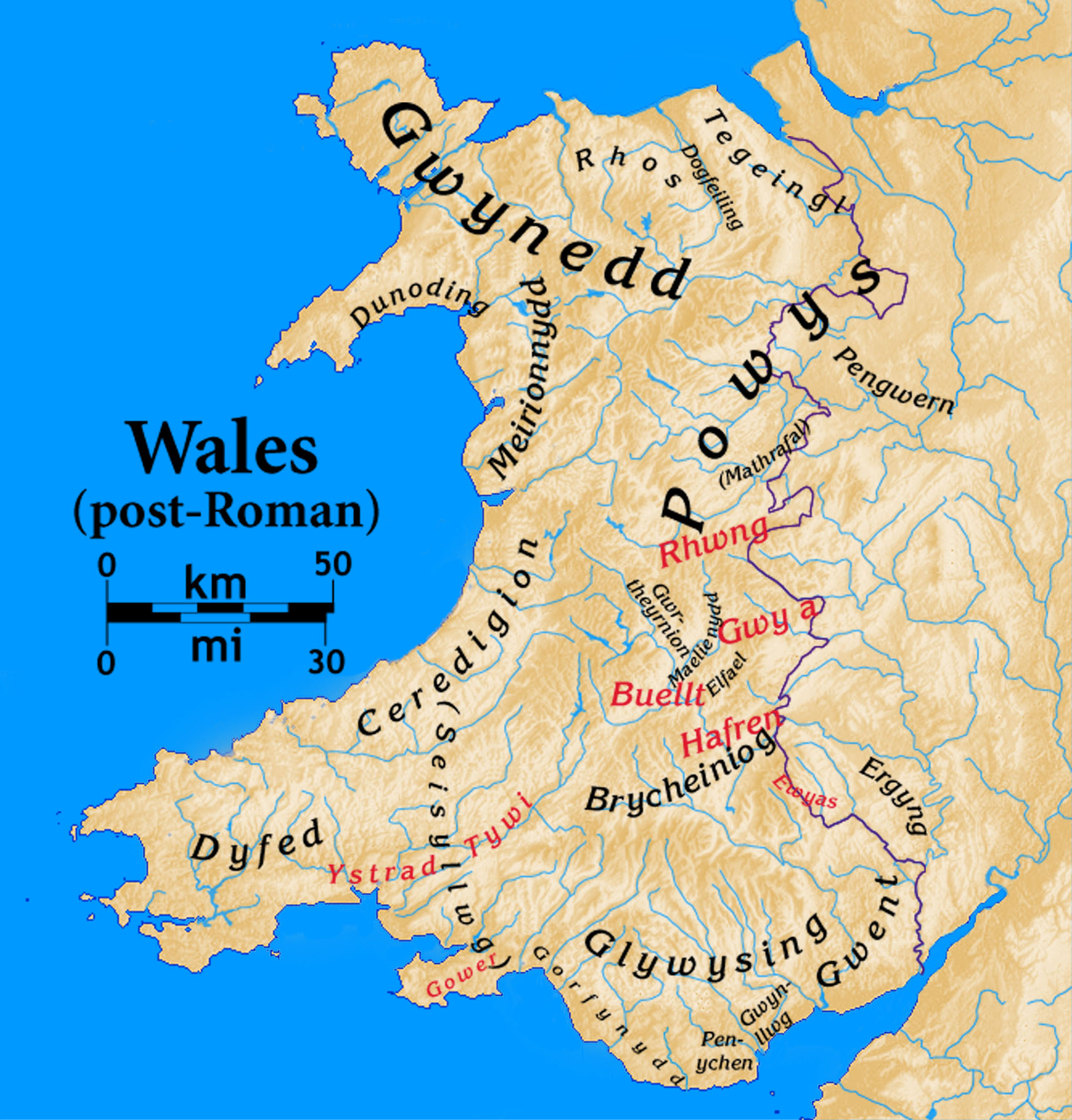
Royaumes gallois après l'époque romaine.

Le pays de Galles au haut Moyen Âge couvre la période s'étendant du départ romain du pays de Galles vers 383 à la montée de Merfyn Frych au trône de Gwynedd vers 825. Cette époque est marquée par une consolidation progressive du pouvoir dans des royaumes de plus en plus hiérarchisés. La fin du haut Moyen Âge a été le moment où la langue galloise est passée du gallois primitif, parlé tout au long de cette époque, au vieux gallois, et également le moment où la frontière moderne entre l'Angleterre et le pays de Galles a pris sa forme quasi finale : une ligne largement suivie par la Digue d'Offa, un terrassement construit à la fin du VIIIe siècle. L'unification des territoires gallois en une entité reconnue et acceptée comme État gallois viendra à l'ère suivante, sous les descendants de Merfyn Frych.
Le pays de Galles reste rural tout au long du haut Moyen Âge et se caractérise par de petites colonies appelées trefi. Une aristocratie guerrière gouverne le paysage local. Le contrôle s'exerce sur une parcelle de terre et, par extension, sur les personnes qui vivent sur cette terre. La majorité de la population est constituée de paysans locataires et d'esclaves, responsables devant l'aristocrate qui contrôle la terre sur laquelle ils vivent. Chaque individu, du souverain à l'esclave, est défini en fonction de sa famille proche (le tud) et de son statut individuel (braint). Le christianisme avait été introduit à l'époque romaine, et les Bretons insulaires vivant à l'intérieur ou à proximité du pays de Galles étaient chrétiens tout au long du haut Moyen Âge.
La fondation semi-légendaire de Gwynedd au Ve siècle a été suivie par une guerre intestine au pays de Galles et avec les royaumes brittoniques apparentés du nord de l'Angleterre et du sud de l'Écosse (le Hen Ogledd) et par des divergences structurelles et linguistiques par rapport au royaume péninsulaire brittonique de Dumnonia, au sud-ouest, connu par les Gallois sous le nom Cernyw avant son absorption ultérieure par le Wessex. Les septième et huitième siècles ont été caractérisés par des guerres opposant les royaumes gallois du nord et de l'est aux royaumes anglo-saxons de Northumbria et Mercia. C'est à cette époque que les Gallois adoptent leur nom moderne, Cymry, qui signifie «compatriotes», et c'est également cette époque qui a vu la disparition de tous les royaumes brittoniques apparentés du nord de l'Angleterre et du sud de l'Écosse (à l'exception d'un seul) aux mains de la Northumbria alors en pleine expansion.

## Géographie

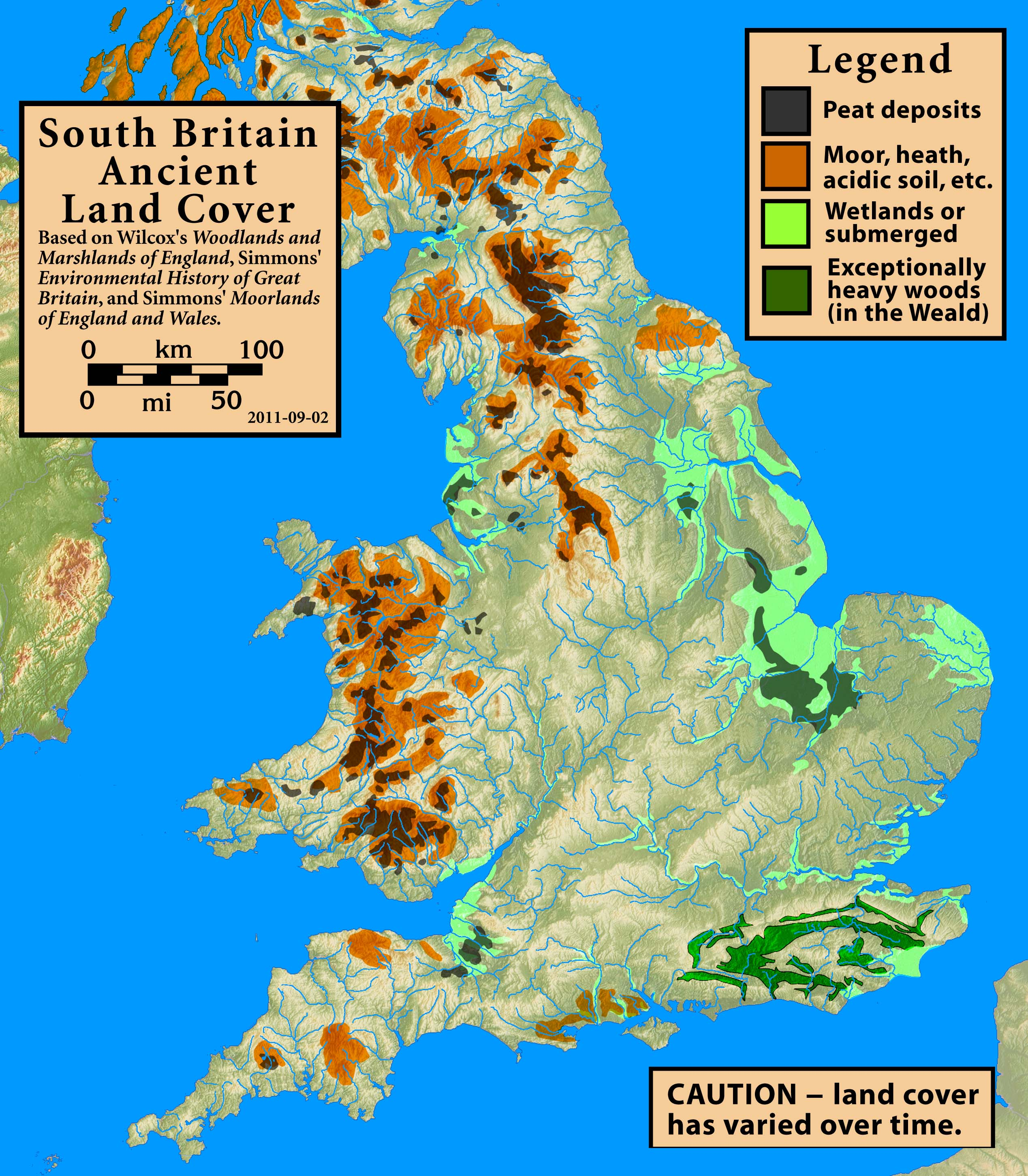
Ancienne couverture terrestre du sud de la Grande-Bretagne.

La superficie totale du pays de Galles est de 20 779 km2, ce qui correspond à 9% de la superficie de la Grande-Bretagne. Une grande partie du paysage est montagneux avec des landes et des bruyères dépourvues d'arbres, ainsi que de grandes surfaces composés de dépôts de tourbe. La côte s'étend sur environ 1 200 km et fait face à une cinquantaine d'îles, dont la plus grande est Anglesey. Le climat est humide et maritime, avec des étés chauds et des hivers doux tout comme le climat médiéval tardif, bien que le climat soit devenu significativement plus frais et beaucoup plus humide au début de l'ère. La côte sud-est était à l'origine une zone humide, mais son assèchement se poursuit depuis l'époque romaine.
Le pays de Galles abrite des gisements d'or, de cuivre, de plomb, d'argent et de zinc qui sont exploités depuis l'âge du fer, en particulier à l'époque romaine. Du granite a également été extrait durant la période romaine, ainsi que de l'ardoise au nord et du grès à l'est et au sud.
La faune indigène comprenait de grands et petits mammifères, tels que l'ours brun, le loup, le chat sauvage, les rongeurs, plusieurs espèces de belettes des musaraignes, des campagnols et de nombreuses espèces de chauves-souris. Il y avait également de nombreuses espèces d'oiseaux, de poissons et de crustacés.
La population humaine du haut Moyen Âge a toujours été considérée comme relativement faible par rapport à celle de l'Angleterre, mais elle n'a pas encore été quantifiée de manière fiable.

## Subsistance
La plupart des terres arables se trouve au sud, au sud-est, au sud-ouest, à Anglesey et le long de la côte. Cependant, il est problématique de préciser l'usage des terres à cette époque, car il existe peu de traces sur lesquelles fonder les estimations. Le défrichement des forêts a lieu depuis l'âge du fer, et on ne sait pas comment les anciens peuples du pays de Galles ont déterminé la meilleure utilisation de la terre en fonction de leur situation particulière, par exemple que faire pousser entre le blé, l'avoine, le seigle ou l'orge en fonction des précipitations, de la saison, de la température et des caractéristiques des terres sur lesquelles ils vivaient. Anglesey est l'exception, produisant historiquement plus de céréales que n'importe quelle autre partie du pays de Galles.
Les gallois pratiquaient l'élevage de bovins, de porcs et de moutons, ainsi que de chèvres mais en moindre quantité. Les bœufs étaient utilisés pour le labour, les ânes comme bêtes de somme et les chevaux pour le transport humain. L'importance des moutons était moindre qu'au cours des siècles suivants, car leur pâturage extensif dans les hautes terres n'a commencé qu'au XIIIe siècle. Les animaux étaient gardés par des porchers et des bergers, mais ils n'étaient pas confinés, même dans les plaines. Au lieu de cela, des terres ouvertes étaient utilisés comme pâturage et la transhumance saisonnière était pratiquée. Des abeilles étaient également gardées pour la production de miel.

## Société

### Famille
Les liens du sang, en particulier en ce qui concerne la naissance et la noble ascendance, étaient particulièrement importants dans le pays de Galles médiéval. Des allégations de légitimité dynastique reposaient sur elle, et une généalogie patrilinéaire approfondie était utilisée pour évaluer les amendes et les sanctions en vertu de la loi galloise. Différents degrés de relation familiale étaient importants en fonction des cas, tous basés sur le cenedl (parenté). La famille nucléaire (parents et enfants) était particulièrement importante, tandis que le pencenedl (chef de famille sur quatre générations patrilinéaires) avait un statut spécial, représentant la famille dans les transactions et bénéficiant de certains privilèges uniques en vertu de la loi. Dans des circonstances extraordinaires, l’intérêt généalogique pouvait être étendu assez loin: pour la grave question de l’homicide, tous les cousins au cinquième degré d’une famille (la septième génération: les descendants patrilinéaires d’un arrière-arrière-arrière-arrière-arrière-grand-père) étaient responsable, en dernier ressort, et pouvaient subir une peine.

### Entités foncières et politiques
Les Gallois se référaient à eux-mêmes en termes de territoire et non au sens de tribu. Ainsi, il y avait Gwenhwys (" Gwent " avec un suffixe identifiant le groupe) et gwyr Guenti ("hommes de Gwent") et Broceniauc ("hommes de Brycheiniog "). La coutume galloise contrastait avec de nombreuses situations irlandaises et anglo-saxonnes, où le territoire était nommé en fonction des gens qui y vivent (Connaught pour la Connachta, Essex pour les East Saxons). Il était cependant de coutume d'attribuer l'origine du nom d'un territoire à un fondateur éponyme (Glywysing pour Glywys, Ceredigion pour Ceredig).
Le terme gallois pour une entité politique était gwlad ("pays") et il exprimait la notion de "sphère de gouvernement" avec une composante territoriale. L'équivalent latin semble être le regnum, qui fait référence à la "sphère modifiable, extensible et contractable du pouvoir de tout dirigeant". Il tendait à être définie par rapport à un territoire qui pouvait être détenu et protégé, ou élargi ou contracté, bien que les territoires eux-mêmes soient des terres spécifiques et non des synonymes pour le gwlad.
Tout au long du Moyen Âge, les Gallois ont utilisé de nombreux mots pour les dirigeants, les mots spécifiques utilisés variant dans le temps et les sources littéraires utilisant généralement des termes différents de ceux des annales. Les textes en langue latine utilisaient des termes en langue latine tandis que les textes en langue vernaculaire utilisaient des termes en gallois. Non seulement les termes spécifiques variaient, mais la signification de ces termes spécifiques variait également au fil du temps. Par exemple, le mot brenin désignait un roi au XIIe siècle alors qu'antérieurement il désignait simplement une personne de statut.

### Royauté
Le pays de Galles durant le haut Moyen Âge possède une aristocratie guerrière et foncière. Après les années 500, La politique galloise est dominée par des rois avec des royaumes territoriaux. La légitimité de la royauté était d'une importance capitale, l'accession légitime au pouvoir se faisant par héritage dynastique ou par compétence militaire. Les sources littéraires associaient souvent les rois avec la richesse, la générosité et les qualités martiales, tant de guerrier que de commandant. Des sources religieuses ont mis en avant les devoirs royaux tels que respecter les principes chrétiens, défendre et protéger, poursuivre les voleurs, juger et emprisonner les malfaiteurs.
Le pouvoir de l'aristocratie guerrière n'était ni absolu ni nécessairement de longue durée, mais était flexible et plutôt basée sur une relation de clientèle. Avant le Xe siècle, le pouvoir était détenu au niveau local et les limites de ce pouvoir variaient selon la région. Il y avait au moins deux restrictions aux limites du pouvoir: la volonté combinée du peuple du souverain (ses "sujets") et l'autorité de l'église chrétienne. Les devoirs du "sujet" gallois étaient l'obéissance au souverain, la paiement des taxes et la réalisation du service militaire quand celui-ci était requis, tandis que le souverain leur devait protection.

### Rois
Pendant une grande partie du haut Moyen Âge, les rois avaient peu de fonctions autres que militaires. Les rois faisaient la guerre et rendaient des jugements (en consultation avec les anciens locaux)  mais ils n'ont pas vraiment gouverné. Du VIe au XIe siècle, le roi se déplaçait avec une troupe armée montée, une suite militaire personnelle appelée teulu, décrite comme un "petit groupe rapide et soudé". Cette élite militaire constituait le noyau de toute grande armée qui pouvait être rassemblée. Les relations entre le roi et les membres de sa troupe étaient personnelles et la pratique du fosterage renforçait ces liens.

### Aristocratie
Le pouvoir était détenu au niveau local par des familles qui contrôlaient la terre et les personnes qui y vivaient. Ils se différencient légalement en ayant un sarhaed (la peine pour insulte) plus élevé que le reste de la population, par l'enregistrement de leurs transactions (par exemple les transferts de terre) dans des registres, par leur participation aux jugements locaux et à l'administration et par leur rôle consultatif dans les jugements rendus par le roi.
Les références à la stratification sociale qui définit une aristocratie se retrouvent largement dans la littérature et le droit gallois. Le privilège d'un homme était évalué en fonction de son braint (statut), dont il existait deux types (naissance et fonction), et en fonction de l'importance de son supérieur. Deux hommes peuvent être tous deux un uchelwr (homme de haut statut), mais un roi est supérieur à un breyr (un dirigeant régional), donc l'indemnisation légale pour la perte subie par le roi d'un de ses aillt (l'équivalent quasi-asservi du serf) était plus élevée que la perte équivalente subie par un breyr. Les premières sources ont souligné que le noble est défini comme tel par sa naissance et sa fonction, et non par sa richesse qui est devenu plus tard associé à l'aristocratie.

### Population
La population comprenait une paysannerie locataire héréditaire qui n'était ni esclave ni serf, mais moins que libre. Gwas ("serviteur", garçon) faisait référence à un tributaire en perpétuelle servitude, mais qui n'est pas tenu, comme un serf, de travailler la terre de son propriétaire. La personne ne peut pas non plus être considérée comme un vassal. L'existence précoce du concept suggère une strate de tributaires de l'époque post-romaine. La proportion de la population médiévale composée d'hommes libres ou de paysans libres propriétaires est indéterminée, même pour la période antérieure à la conquête.
L'esclavage a existé au pays de Galles comme partout ailleurs à l'époque. Les esclaves faisaient partie de la couche inférieure de la société, l'esclavage héréditaire étant plus courant que l'esclavage pénal. Les esclaves peuvent faire partie d'une transaction effectuée entre ceux de rang supérieur. Il leur était possible d'acheter leur liberté, et un exemple d'affranchissement à Llandeilo Fawr est donné dans une marginalium du neuvième siècle des Lichfield Gospels. La proportion d'esclaves dans la population gallois de l'époque n'est pas connue avec certitude.

## Christianisme
La culture religieuse du pays de Galles était très majoritairement chrétienne durant le haut Moyen Âge. Les soins pastoraux des laïcs étaient essentiellement ruraux au pays de Galles, comme dans d'autres régions celtiques. Au pays de Galles, le clergé était composé de moines, d'ordres et de clergés non monastiques, tous apparaissant à différentes périodes et dans différents contextes. Il y avait trois ordres majeurs comprenant des évêques (épiscopis), des prêtres (presbyteri) et des diacres, ainsi que plusieurs ordres mineurs. Les évêques avaient une certaine autorité temporelle, mais pas nécessairement dans le sens d'un diocèse complet.

### Communautés
Le monachisme est connu en Grande-Bretagne au Ve siècle, bien que ses origines soient obscures. L'Église semblait dominée par les évêques et était composée en grande partie de monastères. La taille des communautés religieuses est inconnue (Bede et les Triades galloises suggèrent qu'elles étaient grandes, les Vies des Saints suggèrent qu'elles étaient petites, mais celles-ci ne sont pas considérées comme des sources crédibles en la matière). Les différentes communautés étaient prédominantes au sein de petites sphères d'influence (c'est-à-dire à proximité physique des communautés). Les sites connus sont pour la plupart côtiers, situés sur de bonnes terres. Il y a des références passagères aux moines et aux monastères au VIe siècle (par exemple, Gildas a dit que Maelgwn Gwynedd avait initialement prévu d'être un moine). À partir du septième siècle, il y a peu de références aux moines mais des références plus fréquentes aux «disciples».

### Institutions
Les témoignages archéologiques sont en partie les ruines des institutions, des découvertes d'inscriptions et les longs sépultures de kystes caractéristiques des bretons insulaires chrétiens post-romains.
Les registres des transactions et les références légales nous renseignent sur le statut du clergé et de ses institutions. La propriété foncière était la base des revenus pour toutes les communautés cléricales, en tirant profit de l'agriculture (cultures), de l'élevage (moutons, porcs, chèvres), des infrastructures (granges, aires de battage) et en employant des intendants pour superviser le travail. Les terres possédées par le clergé étaient exemptées des exigences fiscales des rois et des seigneurs laïques. Ils avaient le pouvoir de nawdd (protection, par exemple légale) et étaient noddfa (un sanctuaire).  Le pouvoir clérical était moral et spirituel, et cela était suffisant pour faire reconnaître leur statut et exiger une compensation pour toute atteinte à leurs droits et privilèges. 

### L'histoire ecclésiastiquede Bede
La notion d'une approche différente du christianisme entre anglo-saxons et britanniques remonte au moins à Bede. Il décrit le Synode de Whitby (en 664) comme une bataille décisive entre des intérêts religieux celtiques et romains concurrents. Cependant, même si le synode a été un événement important dans l'histoire de l'Angleterre qui mit fin à plusieurs problèmes de la Grande-Bretagne anglo-saxonne, Bede a probablement surestimé son importance afin de souligner l'unité de l'Église anglaise.
La description faite par Bede de la rencontre de Saint Augustin avec sept évêques britanniques et les moines de Bangor Is Coed (en 602–604) dépeint l'évêque de Cantorbéry comme étant choisi par Rome pour diriger en Grande-Bretagne, tout en dépeignant le clergé britannique comme étant opposé à Rome. Il ajoute ensuite une prophétie selon laquelle l'église britannique serait détruite. Sa prophétie apocryphe est rapidement réalisée lors du massacre des moines chrétiens à Bangor Is Coed par les Northumbriens (v. 615), peu de temps après la rencontre avec Saint Augustin, évènement que Bede décrit juste après sa livraison de la prophétie.

### Mythe celtique et mythe romain
L'une des conséquences de la Réforme protestante et de la discorde ethnique et religieuse qui s'est ensuivie en Grande-Bretagne et en Irlande a été la promotion de l'idée d'une église "celtique" différente et en contradiction avec l'église "romaine", notamment au sujet de certaines traditions, par exemple la datation de Pâques, la tonsure et la liturgie. Les chercheurs ont noté les motifs partisans et l'inexactitude de cette caractérisation comme The Catholic Encyclopedia, qui explique également que les Bretons utilisant le «rite celtique» au début du Moyen-Âge étaient en communion avec Rome.

## Cymry

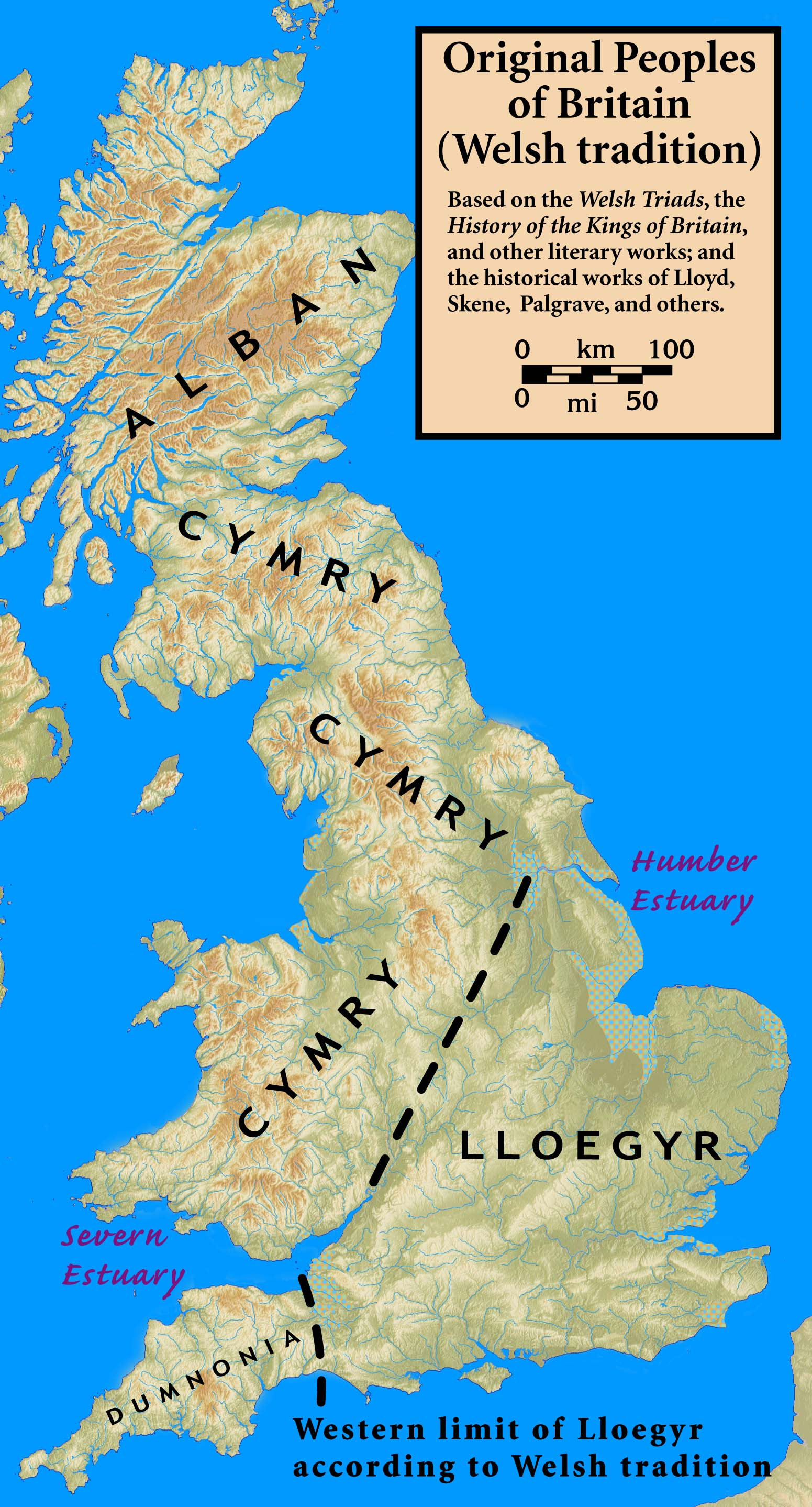
Les peuples de Grande-Bretagne selon la tradition galloise médiévale.

Le haut Moyen Âge a vu la création et l'adoption du nom gallois moderne pour eux-mêmes, Cymry, un mot dérivé du Brittonique Commun (ancêtre des différentes langues brittoniques) combrogi, signifiant "compatriotes". Il apparaît dans Moliant Cadwallon (In Praise of Cadwallon), un poème écrit par le barde de Cadwallon ap Cadfan, Afan Ferddig, vers 633, et a commencé à être utilisé pour décrire les gallois avant le VIIe siècle. Historiquement, le mot s'applique à la fois aux gallois et aux peuples de langue brittonique du nord de l'Angleterre et du sud de l'Écosse - les peuples du Hen Ogledd- et souligne une perception selon laquelle les Gallois et les "Hommes du Nord" étaient un seul peuple. L'acceptation universelle du terme dans la langue écrite est venue lentement au pays de Galles, remplaçant finalement les mots antérieurs Brython et Brittones.  Le terme n'a pas été appliqué au Corniques ou aux Bretons, qui partagent un héritage, une culture et une langue similaires avec les Gallois et les Hommes du Nord.
Tous les Cymry partageaient une langue, une culture et un héritage similaires. Leurs histoires sont des récits de rois guerriers faisant la guerre, et sont entrelacés de manière indépendante de leur localisation géographique, de la même façon que les histoires des Gwynedd et Powys voisins sont entrelacées. Les Rois de Gwynedd ont fait campagne contre des adversaires brythoniques dans le nord. Parfois, les rois de différents royaumes agissaient de concert, comme le raconte le littéraire Y Gododdin. La plupart de la poésie et littérature galloise du début de cette ère a été écrite par les Cymry du Vieux Nord.
Tous les royaumes et peuples du nord ont finalement été absorbés par les royaumes d'Angleterre et d'Écosse, leur histoire étant maintenant principalement une note de bas de page dans l'histoire de ces derniers, bien que des vestiges du passé cymry soient parfois visibles. En Écosse, les restes fragmentaires des lois des Bretts et des Scotts montrent l'influence brittonique, et certains d'entre eux ont été copiés dans le Regiam Majestatem, le plus ancien condensé écrit de la loi écossaise, où se trouvent les "galanas" familiers à la loi galloise.

## Histoire

### Colonies irlandaises
À la fin du IVe siècle, un afflux de colons du sud de l'Irlande, les Uí Liatháin et les Laigin (avec une participation incertaine des Déisi)     débarquent dans des circonstances inconnues mais laissent un héritage durable, en particulier dans le Dyfed. Il est possible qu'ils aient été invités à s'installer par les Gallois. Il n'y a aucune trace d'une guerre entre ces peuples et un héritage régional bilingue suggère une coexistence et un mélange pacifique. L'Historia Brittonum, écrite vers 828, note qu'un roi gallois avait le pouvoir d'établir des étrangers et de leur transférer des parcelles de terrain.  Que les dirigeants régionaux de l'époque romaine étaient capables d'exercer un tel pouvoir est montrée par la tolérance romaine des collines fortifiées indigènes dirigées de manière autonome, avec leur propre lois et coutumes.  Quelles que soient les circonstances, rien ne permet de relier ces colons que ce soit à la politique romaine ou aux pillards irlandais (les Scoti) des récits romains classiques.

### L'héritage de l'époque romaine
Les forts et les routes sont les signes physiques les plus visibles de la présence romaine passée, de même que les pièces de monnaie et les inscriptions latines de l'époque romaine associées aux sites militaires romains. Il y a un héritage de romanisation le long de la côte du sud-est du pays de Galles. Dans cette région se trouvent les restes de villas à la campagne. Caerwent et trois petits sites urbains, ainsi que Carmarthen et Roman Monmouth, sont les seuls sites romains « urbanisés » du pays de Galles. Cette région a été placée sous administration civile romaine (civitates) au milieu du IIe siècle, le reste du pays de Galles étant sous administration militaire tout au long de l'ère romaine. Il existe un certain nombre d'emprunts du lexique latin dans le gallois, et bien qu'il existe des mots dérivés du latin ayant une signification juridique dans l'usage populaire tels que pobl ("personnes"), les mots et concepts techniques utilisés pour décrire la loi galloise au Moyen Âge sont gallois natifs et non d'origine romaine.
L'étendue de l'influence romaine pendant le haut Moyen-Âge gallois est toujours débattue de nos jours, même si certains historiens, tel Wendy Davis, s'interrogent sur la pertinence de ces débats, en notant que quelle que soit l'administration romaine qui ait pu survivre dans ces provinces, elle est finalement devenue un nouveau système approprié au lieu et à l'époque, et n'est pas restée "un héritage colonial de pratiques archaïques".

### Premiers royaumes
Les origines et l'étendue exactes des premiers royaumes sont spéculatives. L'hypothèse principale conjecture l'existence de rois mineurs pendant le VIe siècle qui détenaient de petites zones dans un rayon de peut-être 24 km, probablement près de la côte. Tout au long de l'ère, il y a eu une consolidation dynastique dans certaines régions tandis que de nouveaux royaumes ont émergé puis disparu dans d'autres. Il n'y a aucune raison de supposer que toutes les parties du pays de Galles faisait partie d'un royaume, même à la fin du VIIe siècle.
Dyfed correspond à la terre des Demetae indiquée sur la carte de Ptolémée vers 150 à l'époque romaine. L'arrivée des colons irlandais au IVe siècle a entrelacé les généalogies royales du pays de Galles et d'Irlande, les dirigeants du Dyfed apparaissant dans L'expulsion des Déisi, Harleian MS. 5389  et Jesus College MS. 20. Son roi Vortiporius était l'un des rois condamnés par Gildas dans son De Excidio et Conquestu Britanniae, vers 540.
Tandis que le sud-est, mieux documenté, montre une acquisition longue et lente de biens et de pouvoir par la dynastie de Meurig ap Tewdrig en relation avec les royaumes de Glywysing, Gwent et Ergyng, il y a une quasi-complète absence d'informations pour de nombreuses autres régions. Le premier nom connu d'un roi de Ceredigion était Cereticiaun, décédé en 807, et l'existence d'aucun royaume du centre du pays de Galles ne peut être attesté avant le VIIIe siècle. Les royaumes de Brycheiniog et de Gwrtheyrnion (près de Buellt) sont mentionnées à cette époque, mais il est difficile de dire pendant combien de temps ce dernier a exister.
L'histoire du nord et l'est est un peu mieux connue, Gwynedd ayant une origine semi-légendaire dans l'arrivée de Cunedda de Manau Gododdin au Ve siècle (une pierre tombale inscrite au VIe siècle, l'Inscription de Cantiorix (en), enregistre la plus ancienne mention connue du royaume). Son roi Maelgwn Gwynedd était l'un des rois condamnés par Gildas dans son De Excidio et Conquestu Britanniae, vers 540. Des royaumes ont également pu exister au VIe siècle à Rhos, Meirionydd et Dunoding, tous associés à Gwynedd.
On ne peut affirmer avec certitude que le nom de Powys soit utilisé avant le neuvième siècle, mais son existence antérieure (peut-être sous un nom différent) est raisonnablement présumée par le fait que Selyf ap Cynan (m. 616) et son grand-père sont dans les généalogies harleiennes en tant que famille des futurs rois de Powys, et le père de Selyf, Cynan ap Brochwel, apparaît dans des poèmes attribués à Taliesen, où il est décrit comme menant des raids réussis à travers le pays de Galles. Pengwern au VIIe siècle est associé au futur Powys à travers les poèmes de Canu Heledd, qui nomment des sites de Shropshire à Dogfeiling en passant par Newtown en déplorant la disparition du roi Cynddylan de Pengwern; mais la géographie du poème reflète probablement l'époque de sa composition, autour du IXe ou du Xe siècle plutôt que celle de Cynddylan.

### Articles liés
- Matière de Bretagne
- Littérature celtique galloise